# Hirtella zanzibarica
Hirtella zanzibarica là một loài thực vật có hoa trong họ Cám. Loài này được Oliv. mô tả khoa học đầu tiên năm 1876.